# Eggebek
Eggebek (dänisch: Eggebæk) ist eine Gemeinde an der Treene im Kreis Schleswig-Flensburg in Schleswig-Holstein. Sie ist nach der Eggebek, einem Bach im Gemeindegebiet, benannt. Eggebek-Süd, Eggebek-Norderfeld, Eggebek-Westerfeld und Tüdal (Tydal) liegen im Gemeindegebiet.

## Geschichte
Eggebek ist eines der ältesten Kirchdörfer in der Schleswigschen Geest, dessen St.-Petrus-Kirche bereits im 12. Jahrhundert errichtet wurde. Der Baustil dieser Backsteinkirche ist romanisch und mit einer in Norddeutschland seltenen Apsis versehen.
Der Ort wurde 1352 (Reg. Cap.) als Egbek erstmals erwähnt. Der Ortsname leitet sich von altdän. æg (vgl. altnord. egg) für Ecke, Rand oder Kante ab, die Deutung wäre somit Bach am Rand, an der Kante, hier evtl. die Schrägung zu beiden Seiten des Baches. Eine frühere Deutung des Namens auf Eiche (Eichenbach) würde dagegen einen langen Vokal nach sich ziehen (vgl. dän. eg(e), ndt. Eek) und ist auszuschließen. Tüdal wurde 1542 erstmals erwähnt. Der Name beschreibt entweder ein fruchtbares Tal zu altdän.  thiu oder ein zweigeteiltes Tal zu altdän. ty.

## Politik

### Gemeindevertretung
Bei der Kommunalwahl am 14. Mai 2023 wurden insgesamt siebzehn Sitze vergeben. Diese fielen alle an die Dorfgemeinschaft Eggebek. Die Wahlbeteiligung betrug 40,8 %.

### Bürgermeister
Bent Petersen wurde am 4. Dezember 2019 einstimmig zum Bürgermeister gewählt.

### Wappen
Blasonierung: „In Gold ein bewurzelter grüner Eichbaum mit silbernen Früchten, dessen Stamm mit einem gesenkten, durchgehenden blauen Wellenbalken unterlegt ist.“
Das Wappen der Gemeinde bezieht sich ausschließlich auf den Ortsnamen. Eggebek wird volkstümlich als „Eichenbach“ gedeutet; diese volksetymologische Erklärung des Ortsnamens wird durch den Eichbaum und den blauen Wellenbalken als Zeichen für den Bach ausgedrückt. Der an der Treene liegende Ort ist einer der ältesten Kirchorte auf der schleswigschen Geest.

## Wirtschaft
Das Gemeindegebiet ist vorwiegend landwirtschaftlich geprägt, bietet jedoch auch Dienstleistungs- und Gewerbebetriebe, die vornehmlich das Umland versorgen.
Im Jahr 1960 wurde der Fliegerhorst Eggebek wieder eröffnet, auf dem später Teile des Marinefliegergeschwaders 2 stationiert waren. Infolge der Umstrukturierung der Bundeswehr wurde im Mai 2003 beschlossen, das Geschwader aufzulösen, den Flugplatz zu schließen und der Gemeinde zur zivilen Verwendung zuzuführen. Nun befinden sich auf dem Gelände ein Recyclinghof und Niederlassungen mehrerer kleiner Betriebe. Hergestellt werden z. B. die „Flensburger Koffer“ genannten Kurierfahrzeugaufbauten und Teile für Windkraftanlagen. Gut 60 Firmen haben sich bereits auf dem ehemaligen Flugplatz niedergelassen, dazu gehört auch eine Biogasanlage. Die Start- und Landebahn wird für Panzerbremsproben genutzt und ADAC und Polizei führen Sicherheitstrainings durch.
Nachdem Einwohner den Aufbau von Windkraftanlagen verhindert hatten, wurde ein Solarpark mit 360.600 Modulen auf einer Fläche von 160 Hektar (inklusive Ausgleichsfläche) errichtet. In diesen Zusammenhang wurde auch die ehemalige Start- und Landebahn überbaut, sodass am Ende nur noch 400 Meter von 3000 Metern übrig bleiben.

## Verkehr
Eggebeks Bahnhof an der Strecke Neumünster–Flensburg ist inzwischen stillgelegt. Die nächsten noch aktiven Bahnhöfe befinden sich in Jübek und Tarp. Der Regionalverkehr zu den benachbarten Städten und Gemeinden wird von Bussen gewährleistet.

## Sport
Der TSV „Eintracht“ Eggebek entstand im Jahr 1929. Damals war der TSV der einzige Verein im Umkreis, in dem Fußball gespielt wurde. Der Verein hat ca. 800 Mitglieder und bietet neben Fußball Badminton, Jazztanz, „Lauftreff“, Leichtathletik, Schwimmen, Tischtennis, Turnen/Gymnastik, Wandern, Volleyball, Tennis, Beachtennis, Beachvolleyball und Step Aerobic an.
Daneben gibt es den Schützenverein mit etwa 75 aktiven Mitgliedern.

## Pfadfinderhof Tydal
Der Pfadfinderhof des Dansk Spejderkorps Sydslesvig befindet sich in einer naturnahen Landschaft an der Treene. Tydal liegt in einem Naturgebiet direkt an der Treene und erstreckt sich über Wald und Wiesenflächen. In einem Haus und vier Pfadfinderhütten stehen insgesamt knapp 80 Betten zur Verfügung. Auf den Zeltplätzen ist noch einmal Platz für bis zu 800 Personen.

## Sehenswürdigkeiten
In der Liste der Kulturdenkmale in Eggebek stehen die in der Denkmalliste des Landes Schleswig-Holstein eingetragenen Kulturdenkmale.
Auf dem Thingplatz steht das ganze Jahr über ein Maibaum.
Auf dem Gelände der ehemaligen Meierei, dem heutigen Treeneplatz, ist die Geschichte Eggebeks in direkter Nachbarschaft des Storchennestes dargestellt.

## Persönlichkeiten
- Johannes Petersen (1837–1887), Pädagoge und Schriftsteller
- Hermann Clausen (1885–1962), Politiker